# Улица Боженко (Москва)
Улица Боже́нко (до 11 августа 1962 года улица Чернышевского города Кунцево) — улица в Западном административном округе города Москвы на территории района Кунцево. Нумерация домов от улицы Ивана Франко. Входит в состав Северо-Западной хорды.

## Происхождение названия
Ранее носила название улица Чернышевского в подмосковном городе Кунцево, часть улицы, относясь к городу Кунцево, называлась улица Гоголя.
После вхождения Кунцева в 1960 году в состав Москвы из-за дублирования тогдашнего названия улицы Покровка была переименована 11 августа 1962 года в честь В. Н. Боженко (1871—1919) — героя Гражданской войны, участника революционного движения на Украине.

## Расположение
Улица проходит от эстакады Кубинка-Боженко (путепровода через Белорусское направление МЖД и ветки на Усово), за которой начинается улица Кубинка, до пересечения Молодогвардейской и Ярцевской улиц. Под эстакадой организованы развязки с улицами Ивана Франко и Горбунова.
- Убежище № 1 в доме 10 на ул. Боженко

## Транспорт

### Ближайшие станции метро
- Молодёжная

### Наземный транспорт
Автобусы до метро «Молодёжная»:
- № 594 — (Метро «Молодёжная» — ТЦ «АШАН-Марфино»)
- № 732 — (Крылатское — метро «Славянский бульвар»)
- № 794 — (Метро «Молодёжная» — Автоцентр)
- № 794к — (Метро «Молодёжная» — Автоцентр)
- № 825 — (Метро «Молодёжная» — ул. Беловежская)

## Северо-Западная хорда
Северо-Западная хорда — автомобильная дорога в Москве. Строится вместо Четвёртого транспортного кольца, от которого было решено отказаться в силу его крайней дороговизны. Северо-Западная хорда насчитывает в себе 5 участков, которые проектируются и строятся отдельно друг от друга.
Улица Боженко войдёт в состав 4 (южного) участка Северо-Западной хорды. В процессе создания трассы намечено строительство нового тоннеля на Молодогвардейской улице под улицей Боженко. Также улица будет расширена с нынешних четырёх до шести полос.